# Центральний (бахш, шагрестан Рудбар)
Центральний (перс. مرکزی) — бахш в Ірані, в шагрестані Рудбар остану Ґілян. За даними перепису 2006 року, його населення становило 65797 осіб, які проживали у складі 17800 сімей.

## Дегестани
До складу бахша входять такі дегестани:
- Калаштар
- Південний Ростамабад
- Північний Ростамабад